# 57901 Hitchens
57901 Hitchens este o planetă minoră (asteroid), cu un diametru de 5,884 km, din centura de asteroizi. A fost descoperită pe 9 februarie 2002 la Stația Anderson Mesa de Lowell Observatory Near-Earth-Object Search. 
Obiectul prezintă o orbită caracterizată de o semiaxă mare de 2,6765290082812 UAi, o excentricitate de 0,15, o înclinație de 12,2 ° în raport cu ecliptica.